# Philippe Joseph Lacroix
Pour les articles homonymes, voir Lacroix.
Philippe Joseph Lacroix dit La Croix ou Delacroix, né le 19 octobre 1738 à Maastricht (Pays-Bas), mort le 27 décembre 1804 à Sarrelouis (Allemagne), est un colonel français de la Révolution et de l’Empire.

## États de service
Il entre en service le 14 décembre 1758, comme sous-lieutenant dans le régiment de Saint-Germain, lieutenant en second le 25 août 1759, il participe à la guerre de Sept Ans de 1759 à 1762 en Allemagne. Le 11 août 1760, à la bataille de Nordheim, il reçoit trois coups de sabre, et il est nommé lieutenant en premier le 25 juillet 1762, au régiment de Nassau.
De 1773 à 1775, il est employé en Corse, comme lieutenant d’une compagnie de grenadier, et il reçoit son brevet de capitaine en second le 18 août 1776. En 1782, il fait la campagne de Genève, et il est fait chevalier de Saint-Louis le 22 septembre 1782. Le 18 novembre 1787, il passe capitaine commandant.
Il fait toutes les guerres de la Révolution de 1792 à l’an IX, aux armées de la Moselle, de Sambre-et-Meuse, et du Rhin. Il est nommé chef de bataillon le 24 septembre 1793, et chef de brigade commandant le 37e régiment d’infanterie de ligne le 26 mars 1794. Il se distingue particulièrement le 25 mars 1799, à la bataille de Stockach, ainsi que le 13 juillet 1800 à la bataille de Fieldkirch. Il reçoit un sabre d’honneur le 1er février 1801, pour récompenser sa bravoure et ses talents militaires. 
En 1802, il est nommé au commandement de la place de Sarre-Libre, et il est fait commandeur de la Légion d’honneur le 14 juin 1804.
Il meurt dans l’exercice de ses fonctions le 27 décembre 1804. 

## Sources
- A. Lievyns, Jean Maurice Verdot, Pierre Bégat, Fastes de la Légion-d'honneur, biographie de tous les décorés accompagnée de l'histoire législative et réglementaire de l'ordre, Tome 2, Bureau de l’administration, 1842, 344 p. (lire en ligne), p. 47.
- « Cote LH/632/85 », base Léonore, ministère français de la Culture
- Léon Hennet, Etat militaire de France pour l’année 1793, Siège de la société, Paris, 1903, p. 163.
- Charles Théodore Beauvais et Vincent Parisot, Victoires, conquêtes, revers et guerres civiles des Français, depuis les Gaulois jusqu’en 1792, tome 26, C.L.F Panckoucke, janvier 1822, 414 p. (lire en ligne), p. 25.
- Jules Du Camp, Histoire de l'armée et de tous les régiments depuis les premiers temps…., Tome 4, Paris, Barbier éditeur, 1853, p. 11.